# Hoelang (Broederliefde)
Hoelang is een lied van de Nederlandse rapformatie Broederliefde. Het werd in 2019 als single uitgebracht en stond in hetzelfde jaar als zeventiende track op het album Broeder. 

## Achtergrond
Hoelang is geschreven door Milangchelo Junior Martina, Emerson Akachar, Melvin Silberie, Javiensley Dams en Jerzy Miquel Rocha Livramento en geproduceerd door Soundflow. Het is een nummer uit het genre nederhop. Het is een lied dat grotendeels in het Nederlands wordt gezongen, met enkele regels in het Spaans. Het is een lied waarin wordt gerapt over dat de artiesten bij een vrouw willen zijn en ze zich afvragen hoelang het gaat duren voordat dat gebeurt en ze gaan "bewegen". Voor het lied werd bij de Schiedamse distilleerder Loopuyt een muziekvideo opgenomen in de stijl van de serie Peaky Blinders.
Op de B-kant van de single staat het lied Suave. Dit nummer is geschreven door Akachar, Silberie, Dams, Livramento, Dyvancho Wever, Joshua Asare en Kevin Sarfo Mensah en geproduceerd door Churchbwoy, Magro en Vanno. Suave was zelf ook een bescheiden hit, met de 42e plaats als piekpositie in de Single Top 100 en staat als zevende track op hetzelfde album.

## Hitnoteringen
De rapformatie had bescheiden succes met het lied in de hitlijsten van Nederland. Het piekte op de twintigste plaats van de Single Top 100 en stond vijf weken in deze hitlijst. De Top 40 werd niet bereikt; het lied bleef steken op de elfde plaats van de Tipparade. 